# Чорноморська глибоководна западина

Чорноморська глибоководна западина

Чорноморська глибоководна западина — велика депресійна тектонічна структура в геологічній будові дна Чорного моря.

## Загальний опис
Мега-западина Чорного моря — один з найскладніших у світі тектоно-геодинамічних вузлів, розташований у зоні тектонічної взаємодії рухомих платформ Західної Євразії та складчастих систем північної гілки Альпійсько-Гімалайського гірсько-складчастого пояса.
Північна частина западини розташована в межах економічної зони України. Западина розділяє Гірський Крим і Кавказ від складчастих споруд Балканського півострова та альпід Понтійського узбережжя. Западина має форму дещо стиснутого й зігнутого овалу, різко звуженого між берегами Криму та Малої Азії. Її довжина понад 1100 км, ширина від 150 до 300 км. Валом Андрусова вона структурно й морфологічно розділяється на Західно-Чорноморську та Східно-Чорноморську улоговини.
Максимальна глибина западини, як і всього Чорного моря — 2210 м.
Західно-Чорноморська та Східно-Чорноморська западина розмежовані субмеридіальним підняттям на південь від Кримського півострова. У западинах виявлені найбільші за площею ділянки з мінімальним гравітаційним полем. Земна кора у чорноморській глибоководній западині належить до субокеанічного та океанічного типів. Потужність літосфери у западині 75-125 км, на піднятті — 50 км. Глибина залягання поверхні Мохоровичича — від 20 до 30 км. У центрі Західно-Чорноморської западини ґранітного шару немає, тут залягають магматичні породи основного складу. Вважають, що на решті території потужність ґранітного шару скорочена (до 7 км на піднятті і 2-2,5 км у Східно-Чорноморській западині). Підошва осадової товщі залягає в Західно-Чорноморській западині на глибині 10-19 км. У розрізі чорноморської глибоководної западини виділяють пліоценово-антропогенові, переважно глинисті відклади потужністю 2-3,5 км, олігоценово-міоценові піщано-глинисті породи до 6 км, верхньокрейдово-еоценові теригенні породи 5-6 км. У прилеглій до Криму частині западини на глибині до 40 км (найчастіше 5-20 км) виявлені осередки землетрусів.
За результатами 3D гравітаційного аналізу та локальної сейсмічної томографії встановлено, що морфологія рельєфу розділу Мохо повністю порівнянна з позитивними аномаліями сили тяжіння ЗЧЗ і СЧЗ і з тектонічним малюнком покрівлі їх крейдяних відкладень. Однак обидві ці поверхні знаходяться в інверсійній залежності. Якщо поверхня розділу Мохо утворює склепіння, то розташовані над ними осади є депресії з глибиною занурення 15-16 км в ЗЧЗ і 12-13 км в СЧЗ. Таке інверсійне залягання тектонічних структур з одного боку говорить про їх різний вік, а з іншого свідчить про утворення депресій, синхронних занурень склепінь основи кори. Іншими словами, раніше утворені склепіння по поверхні Мохо в силу якихось певних причин зазнали занурення, що спричинило формування прогинів верхніх крейдяних порід. [Коболєв, 2016]
Згідно А. В. Чекунову (1986) швидкість осідання-накопичення в Чорноморській мегазападині знаходилися в межах 150–200 м/млн. років, тобто занурення мало катастрофічний характер. Однак результати одновимірного моделювання для окремих часових інтервалів показали в два і більше разів їх менші величини [Афанасенков, Нікішин, Обухов, 2007].
Потужність рифтового палеоцен-еоценового комплексу в ЗЧЗ в два з половиною рази перевищує потужність аналогічних відкладень СЧЗ. Швидкості накопичення осадів палеоцен-еоценового комплексу істотно відрізняються в двох западинах.
Ця різниця може бути пояснена різним часом початку занурення західної і східної улоговин. Беручи середню швидкість накопичення опадів в ЗЧЗ (190 м/млн років) і для СЧЗ, отримуємо час початку занурення останньої 54,7 млн років тому, що відповідає початку еоцену.
Таким чином, якщо початок рифтогенезу і формування безпосередньо ЗЧЗ в умовах постійного прогинання морського дна припадає на пізню крейду, то занурення в зоні СЧЗ почалося дещо пізніше в еоцені.
Таким чином, фактичні дані дають підставу припустити істотну відмінність в механізмах утворення її головних структурних одиниць — західної і східної западин.
Першопричиною рифтогенезу ЗЧЗ є підйом астеносферного діапіра, що приводить до розвитку вертикальних зсувів літосфери, які своєю чергою призводять до трипроменевого розтягування окремих ділянок земної кори Скіфської плити.
Механізм утворення СЧЗ передбачає розсув, тобто розрив суцільності кори та літосфери Евксінської субконтинентальної плити. У цьому випадку утворення мантійного діапіра — явище вторинне, пов'язане з декомпресією астеносфери під розсувом. [Коболєв, 2016]